# کیتا ناکامورا
کیتا ناکامورا (ژاپنی: 中村 慶太؛ زادهٔ ۳۰ ژوئن ۱۹۹۳) یک بازیکن فوتبال اهل ژاپن است.
از باشگاه‌هایی که در آن بازی کرده‌است می‌توان به باشگاه فوتبال و-واران ناگاساکی و باشگاه فوتبال شیمیزو اس-پالس اشاره کرد.